# Distrito de Ortenau
O Distrito de Ortenau (em alemão:  Ortenaukreis) é um distrito da Alemanha, na região administrativa de Friburgo, estado de Baden-Württemberg.

## Cidades e Municípios
- Cidades:

1. Achern
2. Ettenheim
3. Gengenbach
4. Haslach
5. Hausach
6. Hornberg
7. Kehl
8. Lahr
9. Mahlberg
10. Oberkirch
11. Offenburg
12. Oppenau
13. Renchen
14. Rheinau
15. Wolfach
16. Zell

- Municípios:

1. Appenweier
2. Bad Peterstal-Griesbach
3. Berghaupten
4. Biberach
5. Durbach
6. Fischerbach
7. Friesenheim
8. Gutach
9. Hofstetten
10. Hohberg
11. Kappel-Grafenhausen
12. Kappelrodeck
13. Kippenheim
14. Lauf
15. Lautenbach
16. Meißenheim
17. Mühlenbach
18. Neuried
19. Nordrach
20. Oberharmersbach
21. Oberwolfach
22. Ohlsbach
23. Ortenberg
24. Ottenhöfen
25. Ringsheim
26. Rust
27. Sasbach
28. Sasbachwalden
29. Schuttertal
30. Schutterwald
31. Schwanau
32. Seebach
33. Seelbach
34. Steinach
35. Willstätt